# Łozówka
Łozówka (Acrocephalus palustris) – gatunek niewielkiego ptaka wędrownego z rodziny trzciniaków (Acrocephalidae), wcześniej zaliczany do pokrzewkowatych (Sylviidae). Jest to gatunek monotypowy.

## Występowanie
Gniazduje głównie w Europie od południowej Anglii i Francji po Ural i zachodnią Syberię, poza półwyspami: Apenińskim i Iberyjskim oraz większością Skandynawskiego i Bałkańskiego. Ponadto gniazduje też na Bliskim Wschodzie od Turcji po północno-zachodni Iran. Wędrówki są dalekie – zimuje w południowo-wschodniej Afryce. 3/4 ogólnej populacji występuje w Europie.
W Polsce liczny ptak lęgowy niżu. Spotyka się go też u podnóża gór do wysokości ok. 900 m n.p.m. Największe liczebności gatunek ten osiąga w dolinach wielkich polskich rzek – Odry, Wisły i Noteci. To liczny ptak w Wielkopolsce, na Mazurach i Śląsku. W optymalnych warunkach do gniazdowania spotyka się kilka par na hektar środowiska lęgowego. Zastanawia fakt, że bardzo małe zagęszczenia łozówek przypadają na doliny Biebrzy i Narwi, które słyną z ptasiego bogactwa. Jeszcze rzadziej lęgnie się na wyżynach i terenach górskich w południowo-wschodniej Polsce, jak też na obszarach wododziałów i w centrum kraju. W czasie jesiennych migracji jest widywana liczniej na nizinach. Ostatnie osobniki opuszczają kraj w październiku. Nigdy nie zaobserwowano łozówki w Polsce zimą.

## Charakterystyka

### Cechy gatunku

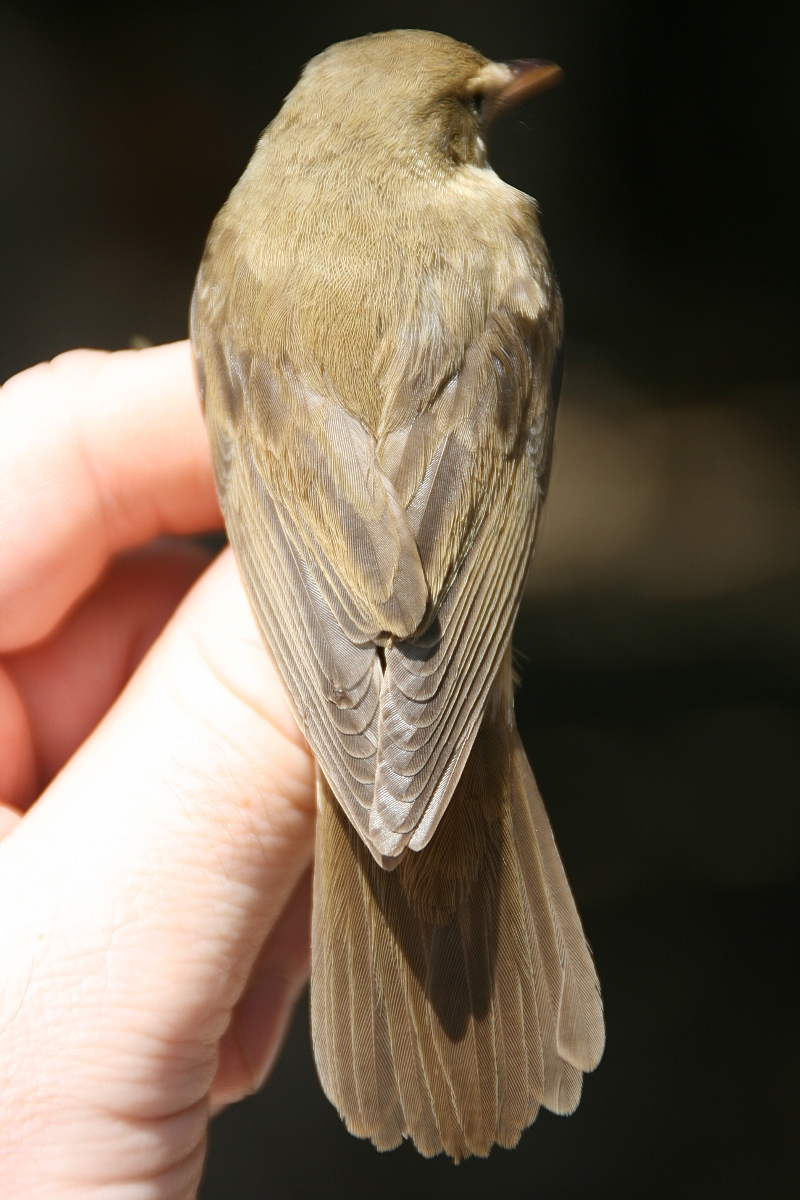
Przy rozpoznawaniu łozówek bierze się pod uwagę projekcję lotek

Obie płci są ubarwione jednakowo. Wielkością i ubarwieniem przypomina trzcinniczka zwyczajnego, lecz upierzenie z wierzchu mniej rdzawe, a bardziej brązowożółte (ciemnooliwkowo-brązowe), od spodu białawe (blado-kremowo-białe). Ma poza tym bardziej zaokrągloną głowę, krótszy dziób i dłuższe skrzydła. Najpewniejszym sposobem na rozróżnienie ptaków jest ich śpiew. Stosunkowo krótki dziób, szeroki u nasady. Powyżej oka widać delikatny, jasny pasek. Nie ma w upierzeniu paskowania. Gdy trzyma się łozówkę w ręku, patrzy się na charakterystyczne wycięcie na wewnętrznej chorągiewce drugiej lotki pierwszego rzędu. Trzcinniczki mają to wycięcie poniżej końca ósmej lotki pierwszego rzędu. Całkowicie pewne rozpoznanie na podstawie morfologii nie jest zawsze całkowicie pewne, bo w pojedynczych przypadkach cechy obu gatunków, wraz z wcięciami, mogą się pokrywać. Podobnie rzecz się ma z ubarwieniem wnętrz paszcz piskląt. Młode łozówki mają pomarańczowe wnętrza dziobów, a na ich języku widać dość długie czarne plamy o niewyraźnych konturach. Nogi łozówek są jasne, żółtaworóżowe, podczas gdy trzcinniczek ma je brązowoszare.
Mniej aktywna od trzcinniczka. Choć łatwo rozpoznawalna po śpiewie, to niechętnie pokazuje się człowiekowi na widok. Jako niepozorny ptak w gęstwinie zarośli trudno go zauważyć (również ze względu na ruchliwość). Jest mniejsza od wróbla.

### Wymiary średnie
długość ciałaok. 12–14 cm

rozpiętość skrzydeł19 cm

### Masa ciała
ok. 12 g

### Głos
Łozówki mają mniej szorstki oraz bardziej harmonijny i zróżnicowany śpiew od innych trzciniaków, nosowe „ce bi”. Wiosną często usłyszeć można go nocą (obok popisów słowika). Od miękkiego, melodyjnego, długiego trelu w niektórych krajach określa się ją „słodkim trzciniakiem”. Niektórym przypomina melodię zaganiacza, trwa wiele minut, po czym motyw jest powtarzany. Gatunek ten świetnie imituje głosy innych ptaków – naśladuje jaskółkę dymówkę, kuropatwy i innych przedstawicieli awifauny, którzy żyją w pobliżu. Podejmuje się również powtarzać najpiękniejsze ptasie dźwięki, np. słowika. Nauka zaczyna się od słuchania otoczenia, po którym według własnych upodobań włącza fragmenty melodii do własnych kompozycji. Polskie łozówki wykonują imitacje treli ptaków afrykańskich, które słyszały na zimowiskach. Samce w trakcie pieśni godowych znajdują się w widocznym miejscu, choć rzadko jest to wierzchołek krzewu lub czubek badyla. Śpiewa też w ruchu.

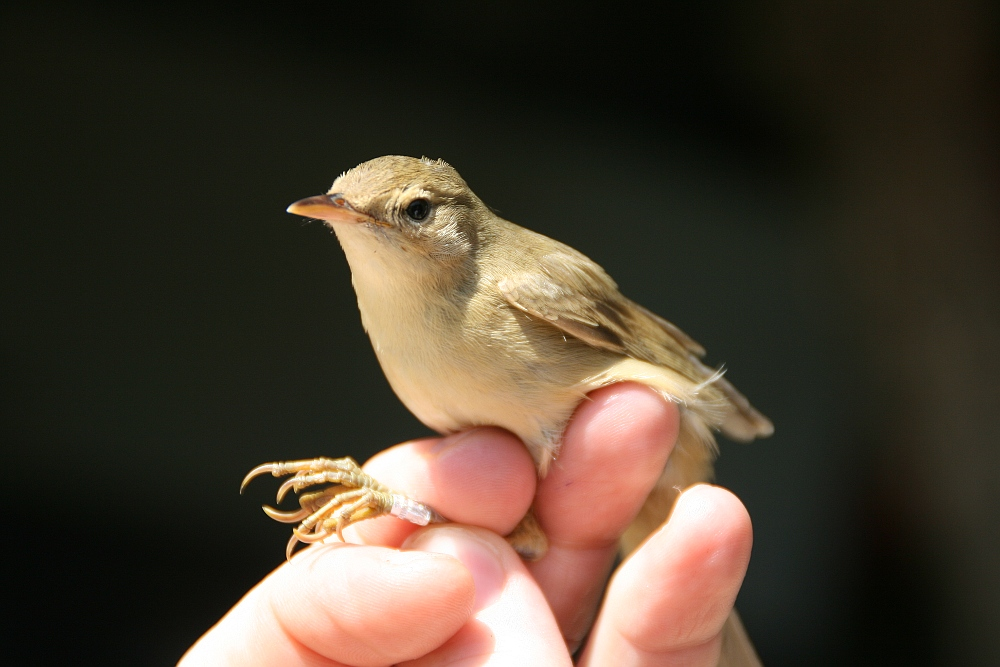
Łozówka jest ptakiem mniejszym niż wróbel

## Biotop
Miejsca wilgotne i dobrze nasłonecznione, gęste zarośla wierzbowe porośnięte bujną roślinnością zielną, w pobliżu wody. Obrzeża wilgotnych parków, lasów, sadów, ogrodów i łąk, tarasy zalewowe rzek z kępami wiklin, ich brzegi i wyspy w nurcie. W przeciwieństwie do innych trzciniaków obecność łozówek nie jest uzależniona ściśle od wilgotnego środowiska – spotyka się ją na polach obsianych rzepakiem, koniczyną lub kukurydzą, nieużytkach, w przydrożnych zaroślach, zieleni miejskiej, w łozowiskach w dolinach rzecznych, jak też w bujnych zaroślach lub rowach melioracyjnych z pokrzywami i nawłocią.

## Okres lęgowy

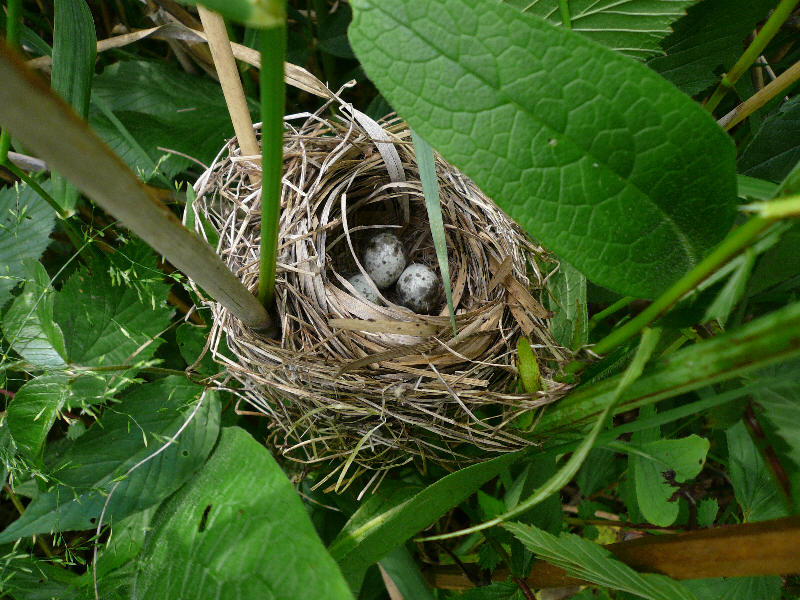
Gniazda łozówek ulokowane są nad suchym gruntem

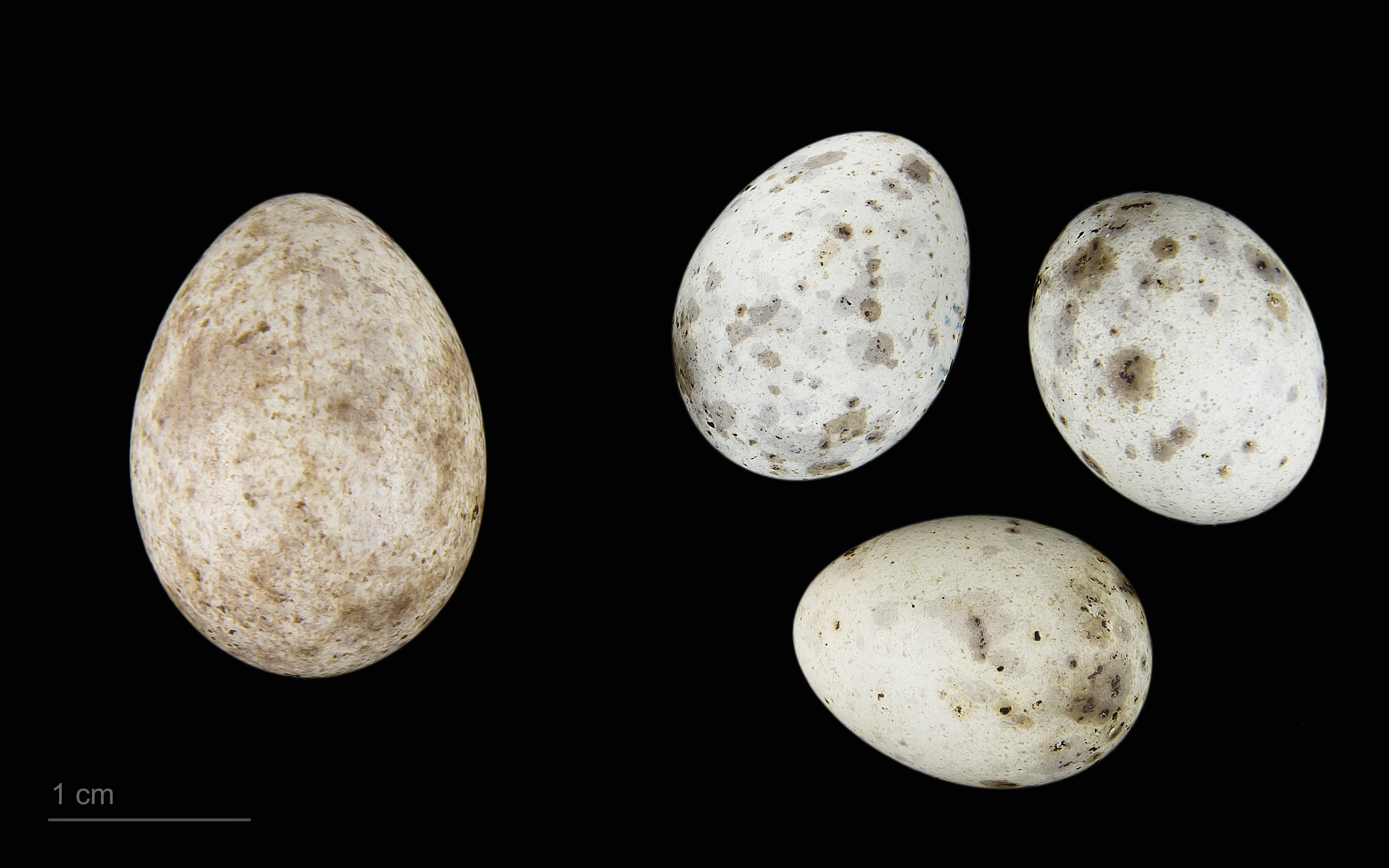
Jajo kukułki i jaja łozówki

Na lęgowiska wraca na początku maja (powroty trwają do pierwszych dni czerwca), a okres wyprowadzania potomstwa na świat trwa do lipca.

### Toki
Terytoria lęgowe tych ptaków są małe i rozciągają się 20–30 metrów wokół gniazda. Samiec energicznie broni swojego rewiru i oznajmia swoją obecność bardzo intensywnym śpiewem, który roznosi się po okolicy aż do wylęgu młodych. Łozówki przeważnie tworzą pary monogamiczne, choć czasem samiec ma 2 partnerki.

### Gniazdo
Zawsze nad suchą ziemią, a nie wodą (choć w jej pobliżu często gniazduje), doskonale ukryte w gęstej kępie traw, wysokiej roślinności zielnej i krzewów. Konstrukcja lęgowa podobna do wykonania innych trzciniaków. Przyczepiona jest do łodyg roślin zielnych lub gałązek krzewów. Oboje partnerzy uczestniczą w budowie. Zbierają na ten cel suche liście, źdźbła trawy i włókna roślin. Gniazdo ma kształt czarki wyścielonej włosiem i puchem roślinnym.

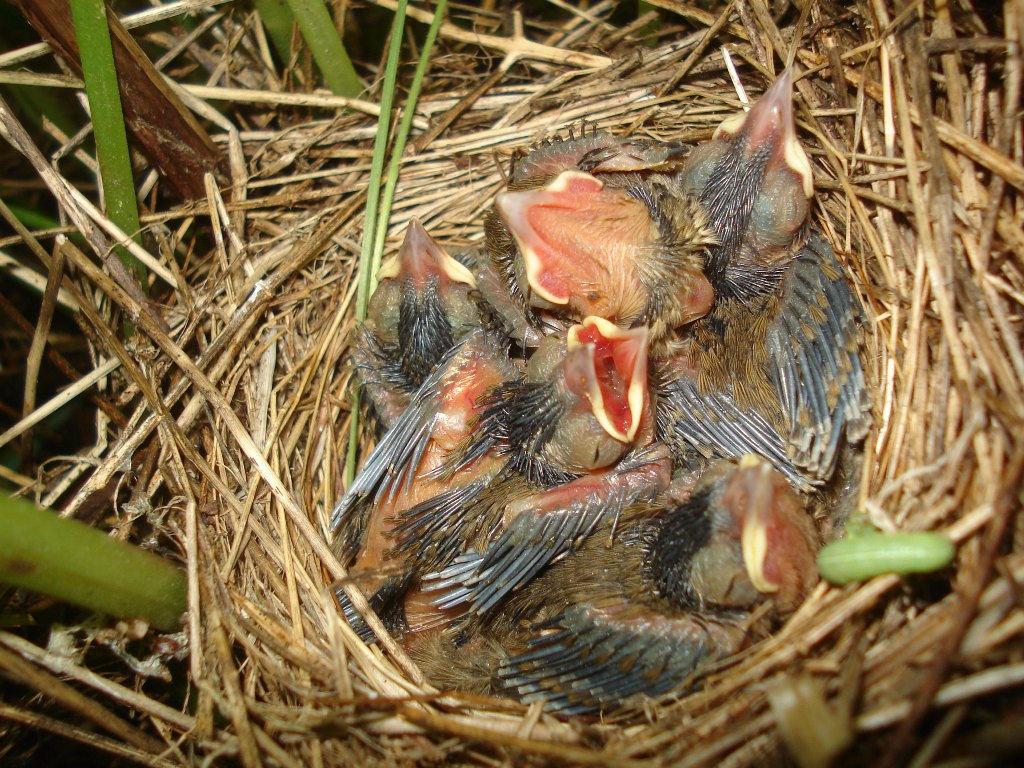
Pisklęta w gnieździe

### Jaja
W drugiej połowie maja składa 4–5 jaj o średnich wymiarach 10×13 mm, o tle białozielonkawym lub niebieskawym z oliwkowymi dużymi plamkami.

### Wysiadywanie
Od złożenia ostatniego jaja wysiadywanie przez samicę trwa 11–13 dni. Często wysiadują jajo kukułki. Oboje rodzice karmią pisklęta 2 tygodnie. Młode opuszczają gniazdo po 11–13 dniach, kiedy nie potrafią jeszcze latać. W sierpniu lub do połowy września ptaki odlatują do wschodniej Afryki.

## Pożywienie
Łozówka to ptak owadożerny, karmiący się głównie drobnymi owadami, pająkami i czasem ślimakami, choć sporadycznie może zjadać owoce roślin.
Żeruje nisko przy ziemi w gęsto zarośniętych i zaciemnionych zakamarkach. Przeszukuje wtedy źdźbła, gałązki i spodnie części liści. Pokarm zbiera też z samej powierzchni gruntu. Może czasem ścigać owady w locie.

## Status i ochrona
IUCN uznaje łozówkę za gatunek najmniejszej troski (LC, Least Concern) nieprzerwanie od 1988 roku. Liczebność światowej populacji, oparta na szacunkach organizacji BirdLife International dla Europy na rok 2015, zawiera się w przedziale 8–17 milionów dorosłych osobników. Trend liczebności populacji uznawany jest za stabilny.
Na terenie Polski łozówka jest objęta ścisłą ochroną gatunkową. Na Czerwonej liście ptaków Polski została sklasyfikowana jako gatunek najmniejszej troski (LC). Według szacunków Monitoringu Pospolitych Ptaków Lęgowych, w latach 2013–2018 populacja łozówki na terenie kraju liczyła 831 000 – 1 045 000 par lęgowych.